# Aleksandr Fieklisow
Aleksandr Siemionowicz Fieklisow (przykrycie Aleksandr Fomin, ur. 24 lutego?/9 marca 1914 w Moskwie, zm. 26 października 2007 tamże) – pułkownik, funkcjonariusz i agent wywiadu radzieckiego, dyplomata m.in. rezydent Pierwszego Zarządu Głównego Komitetu Bezpieczeństwa Państwowego w Ambasadzie ZSRR w Waszyngtonie od 1960 do 1964. Bohater Federacji Rosyjskiej (1996)

## Życiorys
Służbę w wywiadzie rozpoczął w czerwcu 1939. Od lutego 1941 był rezydentem wywiadu INO Ludowego Komisariatu Spraw Wewnętrznych / INU NKGB w Konsulacie Generalnym ZSRR w Nowym Jorku. Podawane są dane, również powołujące się na jego oświadczenia z 1996, że w tym czasie zwerbował Juliusa Rosenberga.
Po powrocie do ZSRR w październiku 1946 pracował w centrali Pierwszego Zarządu Głównego Ministerstwa Bezpieczeństwa Państwowego. W sierpniu 1947 został zastępcą rezydenta Komitetu Informacji w ambasadzie ZSRR w Londynie. Po powrocie do Związku Radzieckiego w 1950 objął stanowisko zastępcy szefa II Departamentu (wywiad przeciwko Wielkiej Brytanii) Pierwszego Zarządu Komitetu Informacji. W połowie 1950 został szefem II Departamentu I Zarządu KI. Następnie w listopadzie 1951, po likwidacji Komitetu Informacji i przejęciu wywiadu zagranicznego ponownie przez Ministerstwo Bezpieczeństwa Państwowego ZSRR, stanął na czele Wydziału ds. Wielkiej Brytanii I Zarządu Głównego MGB. We wrześniu 1952 roku przyjechał do Warszawy, aby przejąć od polskiego kontrwywiadu bardzo ważnego szpiega Harry’ego Houghtona, który był wówczas prowadzony przez Wydział II Departamentu I MBP pod ps. „Miron”. Ponieważ Houghton wracał do Wielkiej Brytanii, miał go przejąć polski wywiad zagraniczny (Departament VII MBP). Podjęto decyzję o jego przejęciu przez wywiad radziecki (lecz pod polską flagą), oficerem prowadzącym został Fieklisow, Harry Houghton otrzymał nowy pseudonim „Szach”.
Po likwidacji MGB (1953) i przejęciu jego obowiązków przez Ministerstwo Spraw Wewnętrznych, 25 czerwca został tam skierowany na stanowisko zastępcy głównego doradcy MWD ds. wywiadu w Czechosłowacji. Rok po utworzeniu Komitetu Bezpieczeństwa Państwowego w 1954, w grudniu 1955, został szefem I Wydziału (wywiad przeciwko USA) Pierwszego Zarządu Głównego KGB.
W sierpniu 1960 został wysłany do pełnienia służby jako rezydent Pierwszego Zarządu Głównego Komitetu Bezpieczeństwa Państwowego w składzie misji dyplomatycznej w Waszyngtonie, przebywał tam do 1964.
Po powrocie do kraju pracował w Pierwszym Zarządzie Głównym jako wyższy oficer centrali. W 1968 roku został zastępcą komendanta Szkoły nr 101 Pierwszego Zarządu Głównego Komitetu Bezpieczeństwa Państwowego. Od 1974 w rezerwie KGB i od 1986 na emeryturze.

## Odznaczenia
- Bohater Federacji Rosyjskiej (15 czerwca 1996)
- Order Wojny Ojczyźnianej II klasy
- Order Czerwonego Sztandaru Pracy (dwukrotnie)
- Order Czerwonej Gwiazdy (dwukrotnie)
- Order „Znak Honoru”
- Medal „Za zasługi bojowe”

I inne.